# オーストラリアマツカサウオ

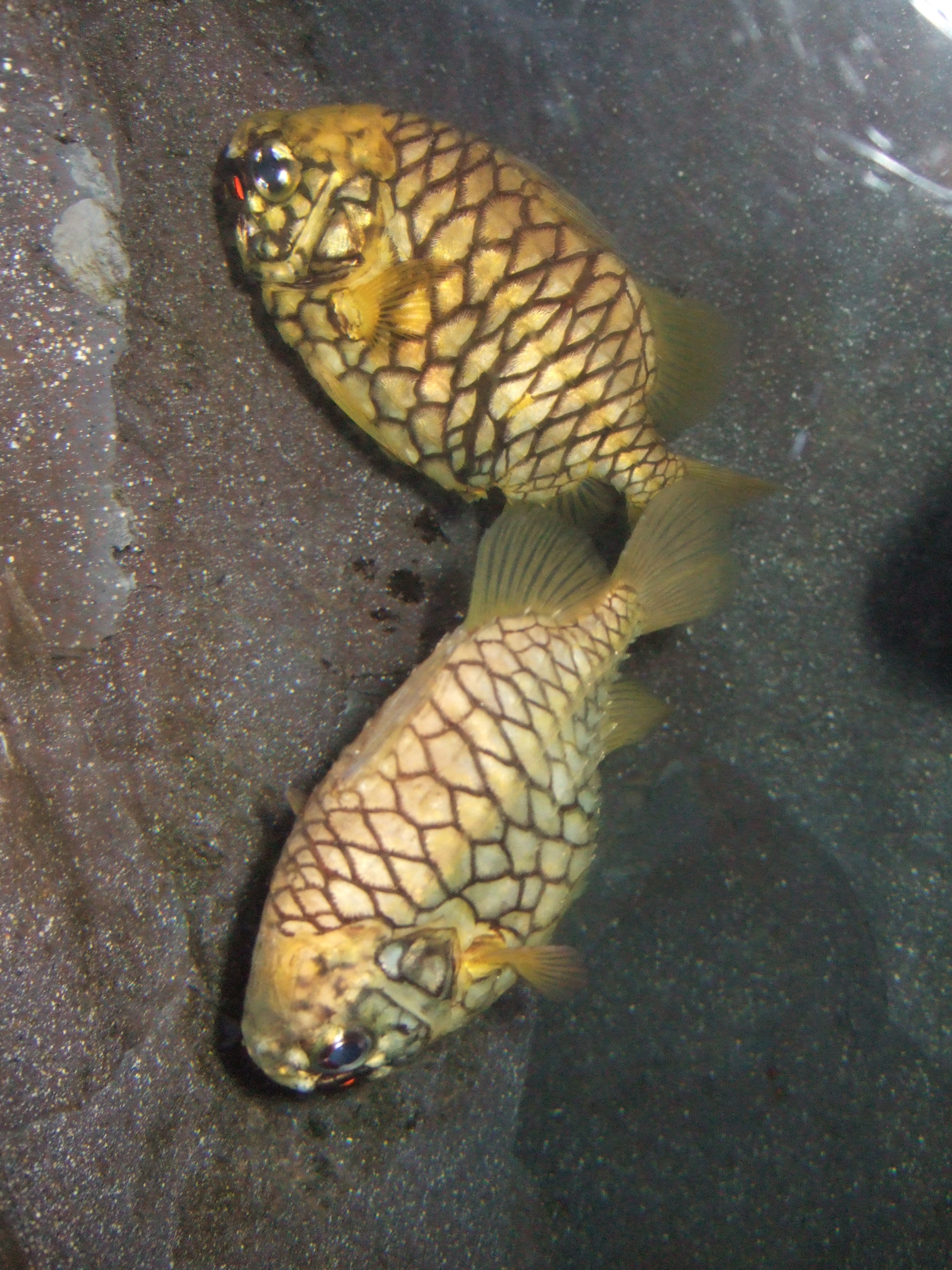
シドニー水族館で撮影

オーストラリアマツカサウオ (Cleidopus gloriamaris) は、キンメダイ目マツカサウオ科に属する魚類の一種。オーストラリアマツカサウオ属は単型。種小名はラテン語でgloria（光）、maris（海）を意味する。鱗の並びから英名でパインアップル・フィッシュ (Pineapple fish) と呼ばれるが、鱗が鎧を思わせることからknightfish・coat-of-mail fish、発光器が航法灯を思わせることから、port-and-starboard light fishという呼び名もある。

## 分布
クイーンズランド・ニューサウスウェールズ・西オーストラリアの沿岸に分布する。岩礁や港などの深度6-200mで見られる。

## 形態
全長22cm。体は丸く、後ろ向きの鋭い棘のある大きな鱗に覆われている。鱗は黄色から白で、後縁は黒い。頭部は大きく、頑丈な骨に覆われ、粘液孔がある。吻は丸くせり出し、その下に大きい口がある。歯は顎・口蓋・鋤骨にあり、細く小さい。唇と顎の一部は黒く、下顎の発光器まで赤い筋がある。下顎の口角にある凹みには発光バクテリアが共生し、口を閉じると隠れる。光は若魚では緑だが、年とともに赤みがかる。第一背鰭は5-7棘条で鰭膜を欠き、棘は頑丈で交互に左右を向く。第二背鰭は12軟条。腹鰭には頭部と同じくらいの長さの棘があり、直立させて固定できる。臀鰭は11-12軟条、胸鰭は14-15軟条。
マツカサウオ属 (Monocentris) に似ているが、マツカサウオ属は前眼窩骨が太く発光器が下顎先端にあることで区別できる。また、マツカサウオ (Monocentris japonica) と比べて吻が角張っている。

## 生態
鰭が小さく鱗が硬いため、泳ぎはうまくない。夜行性で、日中は洞窟や岩棚の下に隠れている。ニューサウスウェールズのFly Point Halifax Park Aquatic Preserveでは、ある小さな群れは最低7年間同じ岩棚を使用し、別の群れでも3年間使用したことが記録されている。夜間に砂地に移動し、発光器で小エビをおびき寄せて捕食する。発光器は同種との通信に用いられる可能性もある。発光器の共生細菌はビブリオ・フィシェリである。この細菌は海水中で自由生活することもできるが、発光器の外では光は弱まる。飼育下では10年生存した記録がある。

## 人との関連
水中では比較的よく見られるが活動的でないため、発見当初は嵐で打ち上げられた標本しか手に入らなかった。時折トロール船により漁獲され、観賞魚として人気が高い。かなり丈夫な魚だが、飼育には岩陰と活餌が必要である。